# Éric Aumonier (Geistlicher)

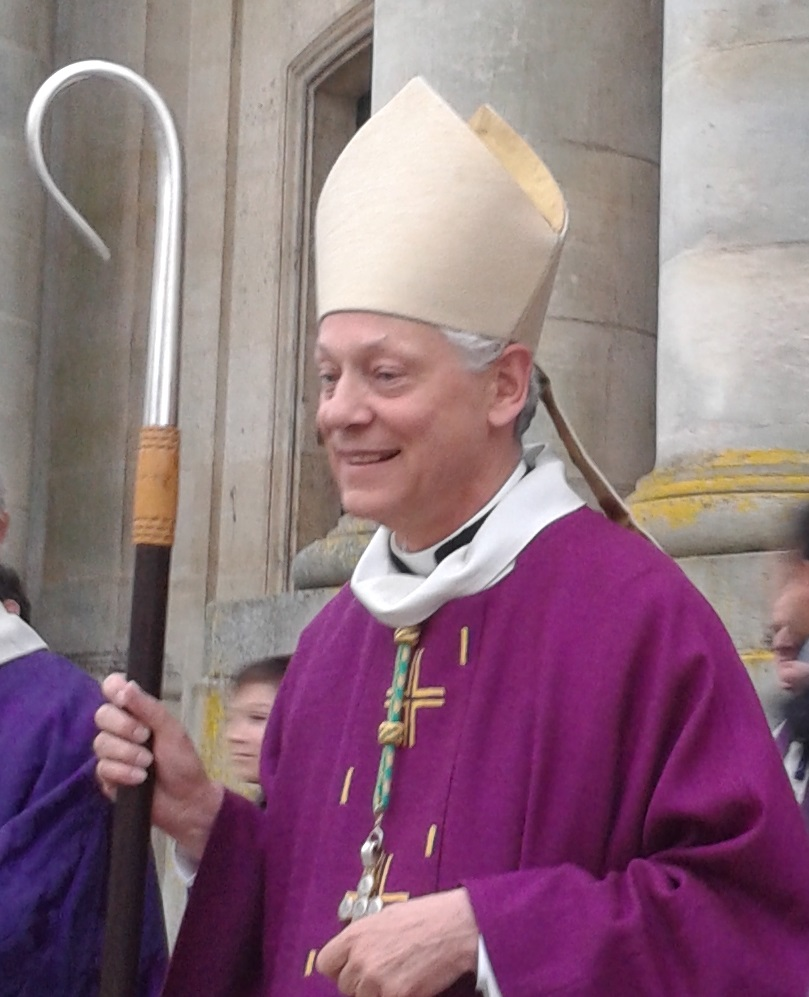
Bischof Éric Aumonier (2014)

Bischofswappen

Éric Marie Pierre Henri Aumonier (* 22. Februar 1946 in Paris, Frankreich) ist ein französischer Geistlicher und emeritierter römisch-katholischer Bischof von Versailles.

## Leben
Éric Aumonier empfing am 2. Juli 1971 das Sakrament der Priesterweihe für das Erzbistum Paris.
Am 12. Juli 1996 ernannte ihn Papst Johannes Paul II. zum Titularbischof von Malliana und bestellte ihn zum Weihbischof in Paris. Der Erzbischof von Paris, Jean-Marie Kardinal Lustiger, spendete ihm am 11. Oktober desselben Jahres die Bischofsweihe; Mitkonsekratoren waren der Sekretär für die Beziehungen mit den Staaten im Staatssekretariat, Kurienerzbischof Jean-Louis Tauran, und der Weihbischof in Paris, André Vingt-Trois. Am 11. Januar 2001 ernannte ihn Johannes Paul II. zum Bischof von Versailles.
Papst Franziskus nahm am 17. Dezember 2020, wenige Wochen vor dem Erreichen der Altersgrenze für Bischöfe, Aumoniers Rücktritt an.
Bischof Aumonier wurde am 8. Februar 2021 zum kirchlichen Beauftragten für den Fortgang der Restaurierung der Pariser Kathedrale Notre-Dame ernannt.